# Plumutan (Bancak)
Plumutan is een bestuurslaag in het regentschap Semarang van de provincie Midden-Java, Indonesië. Plumutan telt 2401 inwoners (volkstelling 2010).